# Tegalrejo (Gedang Sari)
Tegalrejo is een bestuurslaag in het regentschap Gunung Kidul van de provincie Jogjakarta, Indonesië. Tegalrejo telt 6804 inwoners (volkstelling 2010).